# Веркмейстер, Андреас
Андреас Веркме́йстер (нем. Andreas Werckmeister; 30 ноября 1645, Беннекенштайн — 26 октября 1706, Хальберштадт) — немецкий теоретик музыки, органист, композитор. Разработал учение о хороших темперациях, получивших распространение в немецкой музыке эпохи барокко. Темперации Веркмейстера применяются в аутентичных интерпретациях барочной клавирной музыки.

## Биография
C 1664 органист в Хассельфельде, затем в Эльбингероде, с 1696 в церкви Святого Мартина в Хальберштадте.

## Научная деятельность
Основной заслугой Веркмейстера считается введение в немецкий музыкальный обиход нескольких так называемых хороших темпераций. Термин «хороший» обозначает темперацию, позволяющую играть во всех тональностях. Веркмейстер детально описал 4 вида таких темпераций, каждая из них неравномерна. Его труды «Musikalische Temperatur» (1691) и «Orgel-Probe» (1698) оказали влияние на Иоганна Себастьяна Баха и, возможно, нашли отражение в знаменитом сочинении Баха «Хорошо темперированный клавир».
Отношение Веркмейстера к равномерно темперированному строю, вопреки достаточно распространённому мнению, не было однозначным: принимая все преимущества равномерной темперации, он отмечал, что, не теряя возможности игры во всех тональностях, «наиболее употребительные терции» следует делать более чистыми — а это достижимо только при неравномерной темперации.
Веркмейстер также автор трудов по контрапункту (полифонии), генерал-басу (гармонии), технике музыкальной композиции в целом. Веркмейстеру принадлежит первая (регистрируемая) квалификация тритона как «диавола в музыке» (diabolus in musica), причём метафора diabolus in musica применялась у Веркмейстера не только к тритону, но и по отношению к хроматическому полутону (апотоме). Особенностью взглядов Веркмейстера была исповедуемая им идея о фундаментальном родстве законов музыки с законами движения небесных тел, восходящая к трудам Кеплера.

## Музыкальные сочинения
Число сохранившихся музыкальных сочинений Веркмейстера незначительно. Среди них сборник пьес для скрипки и basso continuo «Музыкальные развлечения» («Musicalische Privatlust»; издан в Кведлинбурге, 1689); инструментальные, в том числе органные, сочинения, сохранившиеся в рукописях, а также рождественская кантата «Где родившийся Царь Иудейский?» («Wo ist der neugeborne König der Juden»).

## Теоретические сочинения
- Orgel-Probe, oder Kurtze Beschreibung, wie und welcher Gestalt man die Orgel-Wercke von den Orgelmachern annehmen, probiren, untersuchen und den Kirchen liefern könne und solle («Испытание органа, или краткое описание того, в каком виде нужно принимать органы от органостроителей, как испытывать, осматривать и поставлять органы церквам»; Frankfurt u. Leipzig, 1681); второе издание под названием «Erweiterte und verbesserte Orgel-Probe» (Quedlinburg, 1698);
- Musicae mathematicae hodegus curiosus oder richtiger musicalischer Weg-Weiser («Подробный hodegus музыкальной математики, или правильный музыкальный путеводитель»; Frankfurt u. Leipzig, 1686, переиздан в 1687);
- Musicalische Temperatur, oder deutlicher und warer Mathematischer Unterricht, wie man durch Anweisung des MONOCHORDI ein Clavier, sonderlich die Orgel-Wercke, Positive, Regale, Spinetten und dergleichen wol temperirt stimmen könne («Музыкальная темперация, или Точное и подлинное математическое наставление в том, как можно с помощью МОНОХОРДА хорошо настроить клавир, а особенно органы, позитивы, регали, спинеты и тому подобные <инструменты>»; второе издание — Frankfurt u. Leipzig, 1691[7]);
- Der edlen Music-Kunst Würde, Gebrauch und Missbrauch, so wohl aus der heiligen Schrift als auch aus etlich alten und neubewährten reinen Kirchen-Lehrern und dann aus Musik-Gründen («Достоинство, использование и злоупотребление благородного искусства музыки, как по Священному Писанию, так и по некоторым древним и новым праведным учителям Церкви, а затем исходя из основ музыки»; Frankfurt u. Leipzig, 1691);
- Nucleus Musicus («Ядро музыки», рукопись, ок. 1697, не сохранилась);
- Hypomnemata Musica, oder musikalisches Memorial, welches bestehet in kurtzer Erinnerung dessen, so bishero unter guten Freunden discurs-weise, insonderheit von Composition und Temperatur möchte vorgangen seyn («Что нужно помнить о музыке, или Музыкальный мемориал»; Quedlinburg, 1697);
- Erweiterte und verbesserte Orgelprobe («Расширенная и улучшенная версия „Испытания органа“»; Quedlinburg, 1698);
- Die nothwendigsten Anmerkungen und Regeln, wie der Bassus continuus oder General-Bass wol könne tractiret werden («Необходимейшие замечания и правила о том, как хорошо трактовать bassus continuus или генерал-бас»; Aschersleben, 1698; репринт Aschersleben, 1700);
- Cribrum Musicum, oder Musikalisches Sieb darinnen einige Mängel eines halb gelehrten Componisten vorgestellet und das Böse von dem Guten gleichsam ausgesiebet und angesondert worden…" («Cribrum musicum, или Музыкальное сито, в котором представлены некоторые недостатки полуграмотного композитора, и тут же добро отсеяно и обособлено от зла»; Quedlinburg u. Leipzig, 1700);
- Musicalisches Send-Schreiben («Открытое письмо о музыке»; Quedlinburg and Aschersleben, 1700); немецкий перевод книги А. Стеффани «Quanta certezza habbia da suoi principii la musica» (Amsterdam, 1695) с введением и обширным комментарием;
- Harmonologia Musica oder Kurtze Einleitung zur musicalischen Composition, wie man vermittels der Regeln und Anmerckungen bey den General-Baß einen Contrapunctum simplicem mit sonderbahren Vortheil durch drey Sätze oder Griffe componieren und ex tempore spielen <…> könne («Музыкальная гармонология, или Краткое введение в музыкальную композицию, как посредством правил и пояснений к генерал-басу можно сочинять и исполнять по памяти простой контрапункт с особым преимуществом тремя аккордами или взятиями»; Frankfurt u. Leipzig, 1702);
- Organum Gruningense Redivivum oder Kurtze Beschreibung des in der Grueningischen Schlos-Kirchen beruehmten Orgel-Wercks («Обновлённый орган в Грёнингене, или Краткое описание прославленного органа в церкви грёнингенского замка»; Quedlinburg and Aschersleben, 1705)[8];
- Musicalische Paradoxal-Discourse oder Ungemeine Vorstellungen, wie die Musica einen hohen und göttlichen Ursprung habe, und wie hingegen dieselbe so sehr gemissbrauchet wird" («Парадоксальные рассуждения о музыке, или Чрезвычайные мысли о том, какое высокое и божественное происхождение имеет музыка, и о том, как вопреки этому её столь сильно исказили»; Quedlinburg, 1707; трактат издан посмертно).

## Рецепция в искусстве
Главный герой венгерского фильма «Гармонии Веркмейстера» (реж. Б. Тарр, 2000) Дьёрдь Эстер в длинном монологе сокрушается по поводу кризиса в музыке, о разрушенной в современной музыке гармонии. Он убеждён, что виной всему «изобретённая» Веркмейстером равномерная темперация (в реальности Веркмейстер не является изобретателем равномерной темперации), и мечтает о возвращении к древней первозданности пифагорова строя.

## Публикации источников и литература
- Werckmeister A. Organum Gruningense redivivum. Mainz: Rheingold-Verlag, 1932 (репринт трактата об органе в Грёнингене)
- Werckmeister A. Hypomnemata musica (1697). Erweiterte und verbesserte Orgel-Probe (1698), Cribrum musicum (1700), Harmonologia musica (1702), Musicalische Paradoxal-Discourse (1707). 5 Teile in einem Band. Hildesheim: Olms, 1970 (репринт пяти трактатов Веркмейстера)
- Werckmeister A. Musicae mathematicae hodegus curiosus. Hildesheim: Olms, 1972. ISBN 978-3-487-04080-6
- Werckmeister’s Erweiterte und verbesserte Orgel-Probe. Translated by Gerhard Krapf. — Raleigh, N.C., 1976 (перевод трактата «Испытание органа» на английский язык)
- Werckmeister A. Musicalische Temperatur. Utrecht: Diapason Press, 1983 (репринт; предисловие Рудольфа Раша)
- Werckmeister A. Die nothwendigsten Anmerkungen und Regeln, wie der Bassus continuus oder General-Bass wol könne tractiret werden. Herausgegeben von Eitelfriedrich Thom. Blankenburg, 1985 (репринт в серии «Dokumentation — Reprints»)
- Werckmeister A. Musicalische Temperatur. Utrecht: Diapason Press, 1983 (репринт с вступ. статьёй Рудольфа Раша); Oschersleben, 2001 (репринт с послесловием Марка Линдли)
- Werckmeister A. Collaudo dell’organo. Versione, introd., note a cura di Francesco Tasini. Cremona, 1996 (итальянский перевод с комментариями к трактату «Испытание органа»)
- Werckmeister A. Musiktheoretische Schriften. Laaber, 2003 (репринт «Гармонологии» и «Парадоксальных рассуждений»)
- Dodds R. Columbus's egg. Andreas Werckmeister's teachings on contrapuntal improvisation in 'Harmonologia musica' // Journal of the Seventeenth-Century Music 12 (2006)
- An English translation and commentary on Andreas Werckmeister’s «Organum Gruningense Redivivum» <…> by Marcos Fernando Krieger. Ph. D. Lincoln: University of Nebraska, 1998 = Andreas Werckmeister’s Organum Gruningense Redivivum, 1705. An English Translation and Commentary by Marcos Krieger. Saarbrücken: Vdm Verlag, 2009, ISBN 978-3-639-19803-4 (английский перевод трактата об органе в Грёнингене)
- Johnny Reinhard. Bach and Tuning. [s.l.], 2009 (самиздат; содержит детальный анализ темпераций Веркмейстера, рассматривает вопрос их применимости к музыке И. С. Баха; в приложении дан полный перевод трактата «Музыкальная темперация» на английский язык, выполненный в 1974 году в дипломной работе Элизабет Хиэр; см. рецензию )
- Зубов А.Ю. Канон-энкомий И. Ф. Бенделера А. Веркмейстеру // Техника музыкального сочинения в разъяснениях автора / Ред.-сост. Л.Л. Гервер. М., 2016, с. 74-82.
- Froebe F. Werckmeister. Harmonologia musica // Lexikon Schriften über Musik. Bd. 1, hrsg. v. U. Scheideler u. F. Wörner. Kassel: Bärenreiter, 2017, S. 515-516.
- Andreas Werckmeister’s Musicalische Paradoxal-Discourse: A well-tempered universe. Translated with commentary by Dietrich Bartel. Lanham, Maryland: Lexington Books, 2018. ISBN 9781498566346.